# Tricoma aculeata
Tricoma aculeata is een rondwormensoort uit de familie van de Desmoscolecidae. De wetenschappelijke naam van de soort is voor het eerst geldig gepubliceerd in 1978 door Decraemer W..